# Nancy Lopez

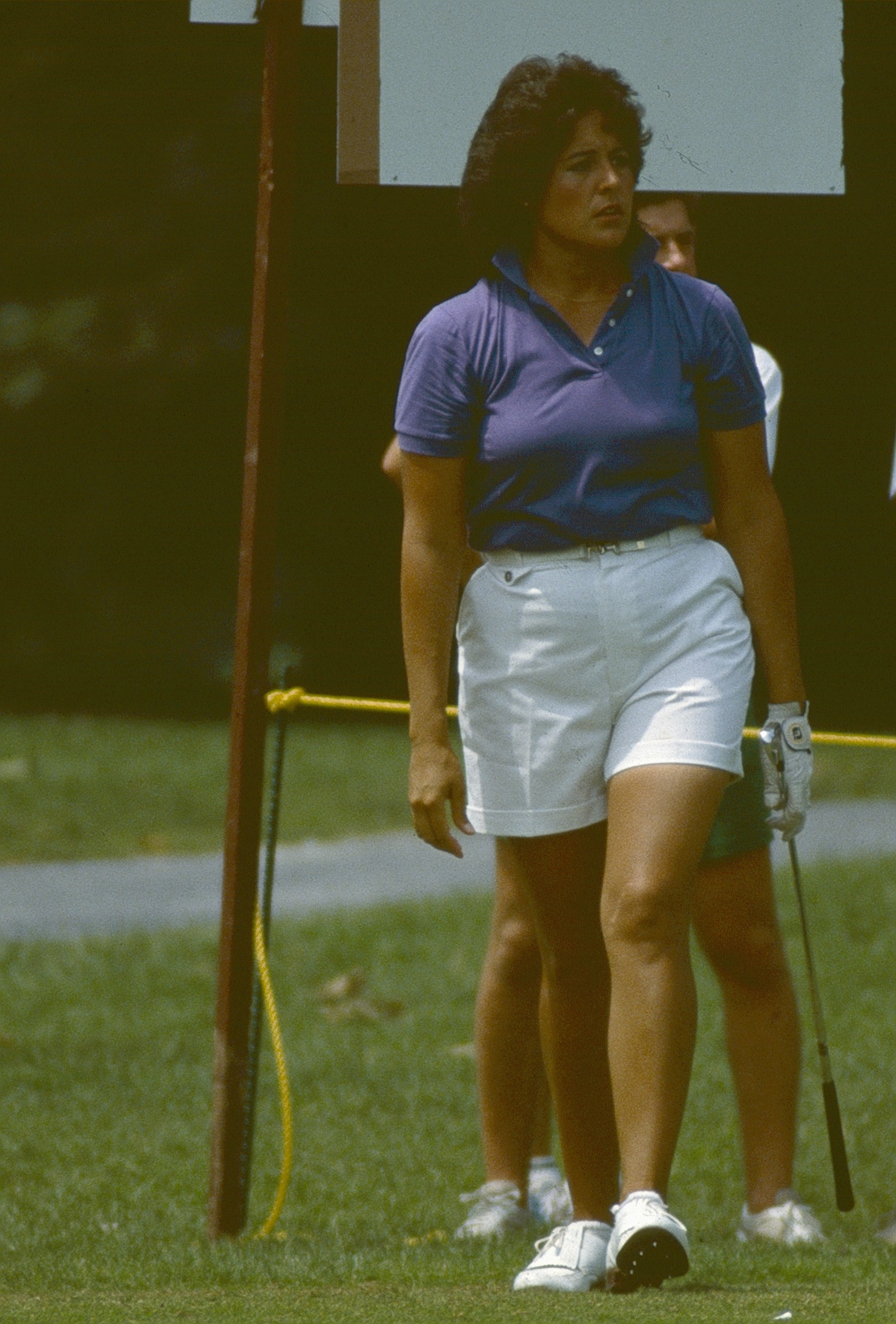
Nancy Lopez.

Nancy Lopez (6 de enero de 1957 en Torrance, California) es una golfista estadounidense.
En 1976 fue campeona nacional de golf universitario de la AIAW 1976 con la Universidad de Tulsa. Luego de dos años de estudios, dejó la universidad para convertirse en golfista profesional en 1977.
En 1978 hizo su primera temporada completa en el LPGA Tour, consiguiendo una marca total de nueve torneos ganados, cinco de los cuales fueron consecutivos, por lo que lideró la lista de ganancias. En 1979 logró ocho victorias y repitió el primer puesto en la clasificación final.
Ganó tres veces el Campeonato de la LPGA de 1978, 1985 y 1989. Por su parte, fue segunda en el Abierto de Estados Unidos 1975, 1977, 1989 y 1997, y el Abierto de Canadá 1979, 1981 y 1996. Además lideró la lista de ganancias del LPGA en 1978, 1979 y 1985, y el premio como mejor jugadora del año en esos tres años más 1988. Acumuló un total de 48 victorias y 217 top 10 en el circuito estadounidense.
Está casada desde 1982 con el exbeisbolista profesional Ray Knight. En 1987 ingresó al Salón de la Fama del Golf Mundial.